# مکتب ایونی

نقشهٔ تاریخیِ ایونیه، واقع در شرق دریای اژه.

مکتب ایونی، بخشی از فلسفهٔ یونانی می‌باشد، که در سده‌های ۵ و ۶ پیش از میلاد، در ایونیه و ملط رواج داشت. این مکتب بدان سبب مکتب ایونی نام گرفته که فلاسفهٔ آن از مردمِ ایونیه بودند. ایونیه مرکز فلاسفهٔ آن‌زمانِ غرب، و مهم‌ترین قسمتِ یونان از لحاظِ علم و فرهنگ بود.
تالس، انکسیمندر، انکسیمنس، هراکلیتوس، انکساگوراس و دیگران از این نقطه برخاستند. این فیلسوفان را طبیعی‌گرا نیز می‌گویند. چرا که با اختلاف مذاق و مشرب، همگیِ آنان به طبیعت نظر داشتند، و به وجهی، ماده و جسم را اصل و حقیقت اشیا می‌دانستند.
فلاسفهٔ این مکتب متوجه بودند که جهان در حالِ تغییر و تحول است، بنابراین به‌دنبالِ وجودِ حقیقی، یا مادةالموادی رفتند که این تغییر و تحولات از آن برخاسته است. این تفکر تا بدانجا بود که حتی هراکلیتوس، منکرِ وجود بود، و همه چیز را در حالِ حرکت و تبدیل فرض می‌کرد.
موردِ مهمِ دیگر در موردِ این فلاسفه این است که هر کدام می‌کوشیدند که حقیقتِ جهان را بدونِ استفاده از اساطیر و دین، بلکه با استفاده از استدلال‌های عقلی توضیح دهند. مکاتبِ بعدی‌ای که در یونان پدید آمدند، از برخی جنبه‌ها جالب‌تر و دارای اهمیتِ بیشتری هستند، اما جنبهٔ دینیِ آنان بیشتر از جنبهٔ علمی‌شان می‌باشد.